# Aeroporto di Brėst
L'Aeroporto Internazionale di Brėst (in russo Международный аэропорт БРЕСТ) o Aeroporto di Brėst-Tel'my è l'aeroporto situato vicino a Brėst, Voblasc’ di Brėst in Bielorussia occidentale sul confine con l'Unione europea con la Polonia.

## Storia
- 1975 - l'apertura dell'aeroporto a Brėst
- 1993 - l'aeroporto diventa uno scalo internazionale bielorusso di classe IV

## Strategia
Attualmente l'aeroporto di Brėst è aperto per i voli di linea, charter, cargo.
L'aeroporto di Brėst è il maggiore aeroporto del Voblasc’ di Brėst.
Vicino alla città di Brėst passa il confine dell'Unione europea è la città è uno dei centri commerciali più importanti in Bielorussia.

Si passa a Brėst per arrivare anche alla vicina città di Grodno, Bielorussia, inoltre Brėst è l'inizio russo del corridoio ferroviario che collega l'Europa Occidentale e l'Asia.

## Terminal
Terminal Passeggeri dell'aeroporto ha la capacità di 400 passeggeri/ora. All'interno del Terminal si trova un albergo per lo staff dell compagnie aerei con 50 posti letto attualmente disponibile. Nel Terminal si trovano la polizia di frontiera, un punto di controllo sanitario, la dogana. Terminal fa parte della zona bielorussa di commercio libero "Brėst".

## Collegamenti con Brėst

### Bus di linea
L'Aeroporto di Brėst è collegato con la linea del servizio pubblico.

## Dati tecnici
L'aeroporto di Brėst è attualmente dotato di una pista attiva di classe B equipaggiata secondo la categoria I dell'ICAO.
La lunghezza della pista è di 2,620 m x 42 m. La pista è dotata del sistema PAPI.
L'aeroporto può essere aperto 24 ore al giorno.
L'aeroporto è equipaggiato per la manutenzione, l'atterraggio/decollo degli aerei Airbus A310-200/300, Antonov An-12, Antonov An-24, Antonov An-72, Antonov An-124, Boeing 737, Boeing 757-200, Boeing 767-200, Tupolev Tu-134, Tupolev Tu-154B/M, Ilyushin Il-76, Ilyushin Il-86, Ilyushin Il-96, Yakovlev Yak-40, Yakovlev Yak-42. All'aeroporto ci sono 10 posti di parcheggio di una superficie di 55,900 metri quadri.

## Incidenti
Il 26 luglio 2011 alle 18:36 (ora locale) un British Aerospace BAe 125 della United Airgroup Corporation ha effettuato l'atterraggio d'emergenza all'aeroporto di Brėst. L'aereo effettuava il volo charter Nizza (Francia) - Mosca-Domodedovo (Russia) quando si è spento il propulsore sinistro del velivolo. Nessuno di 3 membri d'equipaggio russo ha riportato i danni in seguito all'incidente come ha comunicato il portavoce della Protezione Civile della Bielorussia Vitalij Novickij.